# أليكس بومبيز
من عام 1916 إلى عام 1950, كان أليكس بومبيز مواليد (3 مايو 1890- 14 مارس 1974) مسؤولًا تنفيذيًا أمريكيًا في الدوري الزنجي للبيسبول الذي كان يسيطر على النجوم الكوبية والمنظمات الكوبية في نيويورك. هربت عائلته من كوبا، حيث كان والده يعمل محامياً. كان يمتلك ويدير متجرًا لبيع السيجار في وسط مانهاتن بالإضافة إلى لعبة البيسبول والأرقام (المقامرة غير القانونية). عمل في نهاية المطاف ككشافة ومدير الكشافة الأجنبية في دوري البيسبول[بحاجة لمصدر] الرئيسي في سان فرانسيسكو جاينتس. في عام 2006, تم وضعه في قاعة مشاهير البيسبول بعد وفاته.

## حياته الشخصية
كان بومبيز الأكبر بين أربعة أطفال ولدوا لمهاجرين كوبيين خوسيه ولوريتا بومبيز في 3 مايو 1890 في كي ويست بولاية فلوريدا، أمريكا. كان والده محامياً وصانع سيجار له علاقات بالمعارض والمؤلف الكوبي خوسيه مارتي[بحاجة لمصدر]. خدم خوسيه بومبيز في مجلس إدارة فرع كي ويست التابع للحزب الثوري الكوبي[بحاجة لمصدر] قبل انتخابه في مجلس النواب بفلوريدا باعتباره جمهوريًا في عام 1892. كما خدم في المجلس التشريعي للولاية حتى وفاته في عام 1897. تاثر أليكس وعائلته ماليًا عندما ترك والده ممتلكاته للمتمردين.
بين عامي 1923 و1928, سيطر أليكس بومبيز على النجوم الكوبيين للرابطة الملونة الشرقية، ومن عام 1935 حتى عام 1951, امتلك كوبيين نيويورك في الرابطة الوطنية الزنجية. في عام 1924, ساعد أيضًا في تنظيم أول بطولة عالمية لرابطة الزنوج. كان مارتن دييجو وميني ميوسو وأليخاندرو أومز من بين لاعبي أمريكا اللاتينية[بحاجة لمصدر] الذين وقعهم مع فرق الدوري الزنجي.
كان العديد من أصحاب الرابطة الوطنية الزنجية، بما في ذلك بومبيز، من كثيرى البزخ. كان بومبيز أحد المصرفيين الرائدين في نيويورك طوال عشرينيات القرن الماضي، لكنه اضطر للانضمام إلى دوتش شولتز[بحاجة لمصدر] في عام 1932. حيث أدت علاقاته بمنظمة شولتز إلى توجيه الاتهام إليه بالتورط في أعمال المضرب السياسية في عام 1936, عندما كان المدعي العام لمقاطعة نيويورك توماس اختاره ديوي كواحد من الأهداف في حملة على الابتزاز في مدينة نيويورك. هرب بومبيز إلى المكسيك بعد إبلاغه باعتقاله، اعتقلته الشرطة المكسيكية فيما بعد، لكنهم رفضوا ترحيله. اختار بومبيز العودة إلى الولايات المتحدة كشاهد دولة في التحقيق. يُعتقد أنه الشخص الوحيد الذي نجا بعد أن أصبح مخبراً ضد مبتز آخر. رتب بومبيز لكوبي نيويورك ليصبحوا فرعًا ثانويًا لنيويورك جاينتس في عام 1948, مدركًا أن تكامل لعبة البيسبول سيغير اتحادات الزنوج. بحث بومبيز في أمريكا اللاتينية بحثًا عن العمالقة، ووقع من خلاله كاميلو باسكوال وتوني أوليفا وأورلاندو سيبيدا.
زود بومبيز فريق العمالقة بتقرير استكشافي مواتٍ عن فيدل كاسترو في عام 1950. في نفس السنة تم تعيينه من قبل فريق نيويورك جاينتس لإدارة أنشطتهم في أمريكا اللاتينية. في أوائل السبعينيات، خدم بومبيز في قاعة مشاهير البيسبول في اللجنة الخاصة بدوري البيسبول الأسود. توفي في مدينة نيويورك عن عمر يناهز 83 عامًا. في عام 2006, تم وضع صورته في قاعة مشاهير البيسبول.

## وفاته
توفي اليكس بومبيز في عام 1974 حيث دفن في مقبرة وودلون بمدينة نيويورك في برونكس، عن عمر يناهز 83 عاما.

## مرجع
Riley, James A. (1994). The Biographical Encyclopedia of the Negro Baseball Leagues. New York: Carroll & Graf